# Аношкіна Світлана Валеріївна
Аношкіна Світлана Валеріївна (нар. 1970) — українська художниця–живописиця. Член Національної спілки художників України.
«Кращий живописець Києва 2016 року» — лауреат премії ім. Ф. Кричевского. Учасник всеукраїнських, міжнародних пленерів та творчих груп Національної спілки художників України. Член бюро живописної секції м. Києва. Працює в жанрах пейзажу, портрету, натюрморту, книжкової графіки, храмового живопису та сюжетної картини, в традиціях реалістичного живопису.
В 1990 році закінчила навчання в РХУ ім. М. Б. Грекова.
В 2000 році закінчила Національну академію образотворчого мистецтва і архітектури, у м. Київ. Навчалася в майстерні станкового живопису професора, народного художника СССР Віктора Григоровича Пузиркова. Також наставниками художниці були Е. Я. Покидченко, В. Г. Пузирков, В. Віродова-Готьє і В. Кулеба-Баринова, І. А. Ковтанюк. З 1992 по 2000 рік навчаючись в Національній академії образотворчого мистецтва й архітектури, за фахом художник-живописець, майстерня станкового живопису професора Народного художника України В. Г. Пузирькова проявила себе як талановитий, дуже трудоспособній художник. Розвинула свій талант на національних традиціях української школи живопису, київської школи, під впливом шедеврів українського мистецтва таких видатних українських майстрів живопису, як Федір Кричевський, Олексій Шовкуненко, завжди захоплювалася їхньою майстерністю. Рано проявила себе в портретної, сюжетної станкового живопису, підкреслюючи національні риси українського живопису.
Учасниця більш ніж 130–ти художніх виставок: «Мальовнича Україна», «Осінній салон», Міжнародна художня виставка «Мистецтво націй-ІІ», Міжнародного художнього салону «Шляхи–дороги» ЦБХ, виставка українських художників у виставка в художній галереї «Р-12» (Відень, Австрія). Учасник, всеукраїнських, міжнародних пленерів та творчих груп Національної спілки художників України.
Брала участь у розписі храму на території Києво-Печерської Лаври
Картини художниці зберігаються Лондонській галереї Сучасного мистецтва (Велика Британія); в Художньому музеї «Академічна дача ім. І. Є. Рєпіна» (Тверська область, Росія); в Будинку–музеї Максиміліана Волошина (м. Коктебель); в Художньому музеї ім. Бродського (м. Бердянськ, Україна); в приватних колекціях Франції, США, Італії, Німеччини, Аргентини, Ізраїлю, Росії та України.

## Основні роботи
- «Пісня про Париж» (1991),
- «Магнолія» (1993),
- «Іриси» (1995),
- «Ранковий натюрморт»,
- «Осінь у Лаврі»,
- «Ностальгія» (усі — 1996),
- «Весняний день»,
- «Червоний натюрморт»,
- «Осінній салон»,
- «Проліски»,
- «Півонії»,
- «Великдень»,
- «Золоте місто»,
- «У майстерні» (усі — 1997),
- «Псалми Давида»,
- «Софія Київська» (обидва — 1998).